# ピュアロマンス
ピュアロマンス(Pure Romance)は、326(ミツル)プロデュース、宅八郎監修による女性アイドルグループである。

「ヲタ芸を世に広めよう！」というコンセプトのもと、作詞とイメージキャラクターのイラストを326が担当している。
2007年9月下旬に、マネージング事務所であるNRプロのホームページ上で解散を宣言し、解散した。

## メンバー
- 荒井麻希(あらい まき)
- 木ノ葉千恵(このは ちえ)
- 初音りお(はつね りお)
- 葉月あこ(はづき あこ)
- MATSURI(まつり)

## ディスコグラフィー
1. 「ピュアロマンス」（2007年4月25日 CIM-006）
  - ヲタ芸CD第一弾となるシングル。作曲は妄想ボイスCDシリーズのサウンドプロデューサーを手がけるIKUTOが担当。
  - ヲタ芸解説ブックレットと、326の描く「ヲタ芸くん」が曲に合わせて踊る解説付きプロモーションビデオを収録する。